# هاري غاردينر
هاري غاردينر (بالإنجليزية: Harry Gardiner)‏ هو مدرب كرة قدم ولاعب كرة قدم بريطاني (وحمل سابقاً جنسية المملكة المتحدة لبريطانيا العظمى وأيرلندا) في مركز الدفاع، ولد في 1868 في المملكة المتحدة، وتوفي في 1922. لعب مع بولتون واندررز.

## وصلات خارجية
- هاري غاردينر على موقع قاعدة بيانات كرة القدم.إي يو (الإنجليزية)